# Ty Lawson
Pour les articles homonymes, voir Ty et Lawson.
Tywon « Ty » Ronell Lawson, né le 3 novembre 1987 à Clinton dans le Maryland, est un joueur américain de basket-ball. Il joue au poste de meneur.

## Biographie

### Carrière universitaire
Il joue trois saisons dans l'équipe universitaire des Tar Heels de la Caroline du Nord avec lesquels il gagne le championnat NCAA 2009.
Il se présente ensuite à la draft 2009 de la NBA.

### Carrière professionnelle

#### Nuggets de Denver (2009-2015)

##### Saison 2009-2010
Le 15 juin 2009, il est sélectionné en dix-huitième position par les Timberwolves du Minnesota. Toutefois, ils ont déjà drafté deux meneurs et cherchent à échanger Lawson. Ils trouvent une opportunité chez les Nuggets de Denver qui donnent un futur choix de draft aux Timberwolves en échange de Lawson. Le 14 juillet 2009, il signe son contrat rookie avec les Nuggets.

##### Saison 2010-2011
Le 21 octobre 2010, les Nuggets activent leur option d'équipe sur le contrat de Lawson, le prolongeant jusqu'à la fin de la saison 2011-2012.
Lawson est remplaçant de Chauncey Billups pendant une saison et demie avant que Billups ne soit transféré chez les Knicks de New York le 22 février 2011, dans le transfert envoyant Carmelo Anthony à New York. Le 9 avril 2011, il inscrit 37 points (en plus de ses 7 rebonds et 6 passes décisives) contre Minnesota, en inscrivant dix 3 points d'affilée, ce qui constitue un nouveau record NBA.

##### Saison 2011-2012
Le 20 juin 2011, Denver choisit de conserver Lawson jusqu'à la fin de la saison 2012-2013.

##### Saison 2012-2013
Le 15 août 2011, Lawson signe un contrat d'un an avec le club lituanien du Žalgiris Kaunas. Le contrat comprend une clause de retour chez les Nuggets de Denver à la fin du lock-out 2011. Lawson joue sept matches en Euroligue où il a des moyennes de 7,4 points, 3,0 rebonds et 1,6 passe décisive.
Le 30 octobre 2012, il est prolongé de quatre ans et 48 millions de dollars. Mais, à la fin du mois de mars 2013, il se déchire la voûte plantaire. Les Nuggets terminent la saison 2012-2013 avec le meilleur bilan de son histoire, 57 victoires et 25 défaites et terminent à la troisième place de la conférence Ouest. Toutefois, ils sont éliminés au premier tour des playoffs par les Warriors de Golden State. Lawson termine meilleur marqueur et passeur sur la série avec 21,3 points et 8,0 passes décisives par match.

##### Saison 2013-2014
En 2013-2014, après la blessure de Danilo Gallinari, Lawson devient le leader de son équipe en nombre de points marqués, interceptions et passes décisives.
Le 8 février 2014, il se casse une côte lors de la défaite contre les Pistons de Détroit.

##### Saison 2014-2015
La saison 2014-2015 des Nuggets de Denver est très mauvaise avec un bilan de 30 victoires et 52 défaites, le neuvième pire bilan dans l'histoire des Nuggets, et l'entraîneur a changé à la mi-saison avec Brian Shaw qui a été remplacé par Melvin Hunt.
À partir de mars 2015, son entraîneur décide de réduire son temps de jeu pour permettre à d'autres joueurs de jouer davantage. En 2014-15 avec les Nuggets de Denver, il tourne à 15,2 points et 9,6 passes décisives. Malgré la tourmente, Lawson parvient à réaliser une saison solide avec 15,2 points et 9,6 passes décisives par match. Avec ses 720 passes décisives sur la saison, il bat le record de Nick Van Exel et ses 714 passes décisives lors de la saison 1999-2000.
À la fin de la saison 2014-2015, alors qu'il lui reste deux années de contrat, il n'est plus désiré aux Nuggets qui cherchent à le transférer. Il est critiqué par Chauncey Billups qui déclare entre autres que Lawson n'est pas un bon meneur d'hommes. En juillet 2015, les Nuggets pensent alors à le couper ou à l'échanger

#### Rockets de Houston (2015-2016)
Le 19 juillet 2015, il est transféré aux Rockets de Houston avec un second tour de draft 2017 contre Kóstas Papanikoláou, Pablo Prigioni, Joey Dorsey, et Nick Johnson, un premier tour de draft 2016 et une somme d'argent.
Le 28 octobre 2015, il fait ses débuts avec les Rockets lors du match d'ouverture de la saison des Rockets contre son ancienne équipe, les Nuggets de Denver et termine la rencontre avec 12 points et 6 passes décisives en étant titulaire mais son équipe s'incline 105 à 85. Il est titularisé lors des onze premiers matches des Rockets sous les ordres de l'entraîneur Kevin McHale. Toutefois, après la renvoi de McHale et la nomination par intérim de J. B. Bickerstaff, Lawson commence les rencontres sur le banc le 18 novembre contre les Trail Blazers de Portland. Le 18 décembre, il est suspendu deux matches par la NBA pour avoir conduit en état d'ébriété en novembre et avoir utilisé des produits interdits après une sortie à Denver en janvier 2015. Le 7 janvier 2016, il est suspendu pour trois matches par la NBA pour conduite en état d'ivresse en juillet 2015.
Le 1er mars 2016, il est coupé par les Rockets.

#### Pacers de l'Indiana (2016)
Le 7 mars 2016, Lawson s'engage avec les Pacers de l'Indiana. Il fait ses débuts avec les Pacers le soir-même lors de la réception des Spurs de San Antonio, match durant lequel il joue cinq minutes avant de se faire une entorse à la cheville gauche lors du deuxième quart-temps, ce qui l'empêche de revenir pour la suite de la rencontre. Il manque ensuite les cinq matches suivants et retrouve les parquets le 21 mars contre les 76ers de Philadelphie.

#### Kings de Sacramento (2016-2017)
Le 28 août 2016, il signe aux Kings de Sacramento pour un an.

#### Après la NBA
En septembre 2020, Lawson évolue au Fujian Sturgeons, un club du championnat chinois. Il est banni à vie du championnat pour des propos sexistes et racistes.
En août 2021, Lawson s'engage pour une saison avec le Kolossos Rhodes, club de première division grecque.
Le 2 novembre 2021, il rejoint l'Union sportive monastirienne. Durant le mercato hivernal il quitte l'Union sportive monastirienne le 7 février 2022, il a joué quatorze matchs au championnat tunisienne.

## Statistiques

### Universitaires
| Saison    | Équipe           | Matchs | Titul. | Min./m | % Tir | % 3pts | % LF | Rbds/m. | Pass/m. | Int/m. | Ctr/m. | Pts/m. |
| --------- | ---------------- | ------ | ------ | ------ | ----- | ------ | ---- | ------- | ------- | ------ | ------ | ------ |
| 2006-2007 | Caroline du Nord | 38     | 31     | 25,7   | 49,8  | 35,6   | 68,8 | 2,95    | 5,61    | 1,53   | 0,11   | 10,21  |
| 2007-2008 | Caroline du Nord | 32     | 29     | 25,3   | 51,5  | 36,1   | 83,5 | 2,72    | 5,16    | 1,59   | 0,03   | 12,69  |
| 2008-2009 | Caroline du Nord | 35     | 35     | 29,9   | 53,9  | 49,1   | 80,0 | 2,91    | 6,57    | 2,17   | 0,14   | 16,86  |
| Total     |                  | 105    | 95     | 27,0   | 51,9  | 40,9   | 78,1 | 2,87    | 5,79    | 1,76   | 0,10   | 13,18  |

### Professionnels

#### Saison régulière NBA
| Saison    | Équipe  | Matchs | Titul. | Min./m | % Tir | % 3pts | % LF | Rbds/m. | Pass/m. | Int/m. | Ctr/m. | Pts/m. |
| --------- | ------- | ------ | ------ | ------ | ----- | ------ | ---- | ------- | ------- | ------ | ------ | ------ |
| 2009-2010 | Denver  | 65     | 8      | 20,3   | 51,5  | 41,0   | 75,7 | 1,91    | 3,12    | 0,74   | 0,03   | 8,34   |
| 2010-2011 | Denver  | 80     | 31     | 26,3   | 50,3  | 40,4   | 76,4 | 2,61    | 4,71    | 1,00   | 0,05   | 11,66  |
| 2011-2012 | Denver  | 61     | 61     | 34,8   | 48,8  | 36,5   | 82,4 | 3,72    | 6,54    | 1,34   | 0,10   | 16,38  |
| 2012-2013 | Denver  | 73     | 71     | 34,4   | 46,1  | 36,6   | 75,6 | 2,71    | 6,85    | 1,47   | 0,11   | 16,66  |
| 2013-2014 | Denver  | 62     | 61     | 35,8   | 43,1  | 35,6   | 79,8 | 3,47    | 8,76    | 1,61   | 0,16   | 17,58  |
| 2014-2015 | Denver  | 75     | 75     | 35,5   | 43,6  | 34,1   | 73,0 | 3,12    | 9,60    | 1,23   | 0,12   | 15,24  |
| 2015-2016 | Houston | 53     | 12     | 22,2   | 38,7  | 33,0   | 70,0 | 1,68    | 3,40    | 0,81   | 0,11   | 5,83   |
| 2015-2016 | Indiana | 13     | 1      | 18,1   | 41,8  | 35,7   | 50,0 | 2,38    | 4,38    | 0,77   | 0,08   | 4,92   |
| Total     |         | 482    | 320    | 29,8   | 46,1  | 36,6   | 76,6 | 2,75    | 6,18    | 1,17   | 0,10   | 13,06  |

#### Playoffs NBA
| Saison | Équipe  | Matchs | Titul. | Min./m | % Tir | % 3pts | % LF | Rbds/m. | Pass/m. | Int/m. | Ctr/m. | Pts/m. |
| ------ | ------- | ------ | ------ | ------ | ----- | ------ | ---- | ------- | ------- | ------ | ------ | ------ |
| 2010   | Denver  | 6      | 0      | 19,6   | 42,9  | 40,0   | 68,4 | 1,33    | 2,67    | 1,00   | 0,00   | 7,83   |
| 2011   | Denver  | 5      | 5      | 33,4   | 50,0  | 45,5   | 91,3 | 3,40    | 3,80    | 1,00   | 0,20   | 15,60  |
| 2012   | Denver  | 7      | 7      | 34,6   | 51,4  | 32,1   | 63,2 | 2,57    | 6,00    | 1,00   | 0,14   | 19,00  |
| 2013   | Denver  | 6      | 6      | 39,4   | 44,0  | 19,0   | 84,8 | 3,33    | 8,00    | 1,67   | 0,00   | 21,33  |
| 2016   | Indiana | 7      | 0      | 10,5   | 33,3  | 0,0    | 66,7 | 1,00    | 1,43    | 0,43   | 0,00   | 2,29   |
| Total  |         | 24     | 18     | 31,8   | 47,5  | 31,4   | 78,7 | 2,62    | 5,21    | 1,17   | 0,08   | 16,08  |

#### En Europe
| Saison    | Équipe                       | Matchs | Titul. | Min./m | % Tir | % 3pts | % LF | Rbds/m. | Pass/m. | Int/m. | Ctr/m. | Pts/m. |
| --------- | ---------------------------- | ------ | ------ | ------ | ----- | ------ | ---- | ------- | ------- | ------ | ------ | ------ |
| 2011-2012 | Žalgiris Kaunas (Euroligue)  | 7      | 4      | 21,3   | 42,9  | 37,5   | 47,6 | 3,00    | 1,57    | 0,86   | 0,00   | 7,43   |
| 2011-2012 | Žalgiris Kaunas (LKL)        | 6      | 5      | 15,1   | 66,7  | 60,0   | 78,9 | 0,83    | 1,67    | 0,50   | 0,00   | 7,67   |
| 2011-2012 | Žalgiris Kaunas (VTB United) | 6      | 5      | 21,1   | 41,0  | 18,2   | 82,8 | 2,83    | 2,33    | 1,50   | 0,00   | 9,67   |
| Total     |                              | 19     | 14     | 19,3   | 47,1  | 33,3   | 71,0 | 2,26    | 1,84    | 0,95   | 0,00   | 8,21   |

## Records sur une rencontre en NBA
Les records personnels de Ty Lawson, officiellement recensés par la NBA sont les suivants :
| Type de statistique        | Saison régulière | Saison régulière                               | Saison régulière                 | Playoffs | Playoffs                                           | Playoffs                    |
| Type de statistique        | Record           | Adversaire                                     | Date                             | Record   | Adversaire                                         | Date                        |
| -------------------------- | ---------------- | ---------------------------------------------- | -------------------------------- | -------- | -------------------------------------------------- | --------------------------- |
| Points                     | 37               | Timberwolves du Minnesota                      | 9 avril 2011                     | 35       | @ Warriors de Golden State                         | 26 avril 2013               |
| Paniers marqués            | 13               | @ Celtics de Boston                            | 10 février 2013                  | 13       | Lakers de Los Angeles                              | 10 mai 2012                 |
| Paniers tentés             | 22               | 3 fois                                         |                                  | 22       | @ Warriors de Golden State                         | 26 avril 2013               |
| Paniers à 3 points réussis | 10               | Timberwolves du Minnesota                      | 9 avril 2011                     | 5        | Lakers de Los Angeles                              | 10 mai 2012                 |
| Paniers à 3 points tentés  | 11               | Timberwolves du Minnesota                      | 9 avril 2011                     | 6        | Lakers de Los Angeles @ Lakers de Los Angeles      | 10 mai 2012 12 mai 2012     |
| Lancers francs réussis     | 13               | @ Thunder d'Oklahoma City                      | 24 mars 2014                     | 12       | @ Warriors de Golden State                         | 26 avril 2013               |
| Lancers francs tentés      | 16               | @ Thunder d'Oklahoma City                      | 24 mars 2014                     | 12       | @ Warriors de Golden State                         | 26 avril 2013               |
| Rebonds offensifs          | 4                | @ Wizards de Washington @ Grizzlies de Memphis | 20 janvier 2012 19 novembre 2012 | 3        | Thunder d'Oklahoma City @ Lakers de Los Angeles    | 25 avril 2011 12 mai 2012   |
| Rebonds défensifs          | 8                | @ Spurs de San Antonio                         | 4 mars 2012                      | 5        | Lakers de Los Angeles                              | 10 mai 2012                 |
| Rebonds totaux             | 11               | Suns de Phoenix                                | 11 avril 2017                    | 5        | 4 fois                                             |                             |
| Passes décisives           | 18               | Mavericks de Dallas                            | 10 avril 2015                    | 12       | Warriors de Golden State                           | 23 avril 2013               |
| Interceptions              | 8                | @ Trail Blazers de Portland                    | 29 décembre 2011                 | 3        | @ Thunder d'Oklahoma City Warriors de Golden State | 17 avril 2011 20 avril 2013 |
| Contres                    | 2                | 3 fois                                         |                                  | 1        | @ Thunder d'Oklahoma City Lakers de Los Angeles    | 20 avril 2011 10 mai 2012   |
| Balles perdues             | 8                | @ Pelicans de La Nouvelle-Orléans              | 27 décembre 2013                 | 5        | @ Warriors de Golden State                         | 28 avril 2013               |
| Minutes jouées             | 55               | @ Celtics de Boston                            | 10 février 2013                  | 43       | @ Warriors de Golden State                         | 2 mai 2013                  |

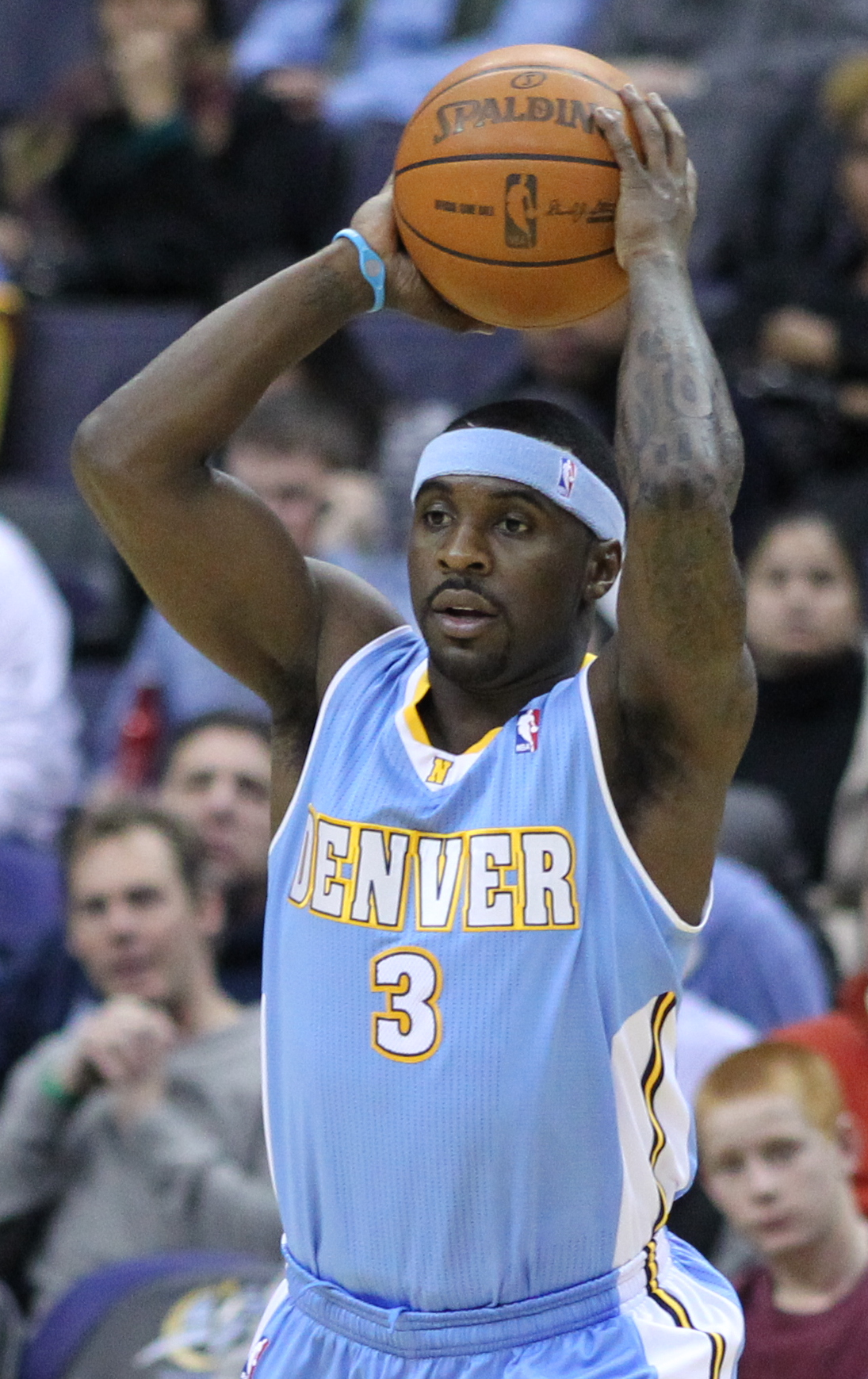
Ty Lawson en janvier 2011.

- Double-double : 79 (dont 3 en playoffs) (au terme de la Saison NBA 2015-2016)
- Triple-double : 1

## Palmarès
- NCAA champion (2009)
- Consensus second-team All-American (2009)
- Bob Cousy Award (2009)
- ACC Player of the Year (2009)
- First-team All-ACC (2009)
- ACC All-Freshman team (2007)
- McDonald's All-American (2006)

## Salaires
| Année       | Equipe              | Salaire      |
| ----------- | ------------------- | ------------ |
| 2009-2010   | Nuggets de Denver   | 1 438 690 $  |
| 2010-2011   | Nuggets de Denver   | 1 546 560 $  |
| 2011-2012   | Nuggets de Denver   | 1 654 440 $  |
| 2012-2013   | Nuggets de Denver   | 2 544 529 $  |
| 2013-2014   | Nuggets de Denver   | 10 786 517 $ |
| 2014-2015*  | Nuggets de Denver   | 11 595 506 $ |
| 2015-2016   | Rockets de Houston  | 12 404 495 $ |
| 2015-2016   | Pacers de l'Indiana | 265 058 $    |
| Total Gains |                     | 42 235 795 $ |

Note : * Pour la saison 2014-2015, le salaire moyen d'un joueur évoluant en NBA est de 4 500 000 $.

## Faits divers
Le 18 août 2013, il est arrêté pour avoir menacé sa compagne.
Le 23 janvier 2015, il est arrêté en état d'ébriété. Le 19 février 2015, après une pause de neuf jours sans entraînement, il ne se présente pas à la reprise des entraînements. À la fin de la saison 2014-2015, après une nouvelle arrestation à la suite d'une conduite en état d’ébriété, il accepte de suivre une cure dans un centre de désintoxication. Le 14 juillet 2015, il est de nouveau arrêté en état d'ébriété. À la suite de ses deux contrôles d'alcoolémie positifs, il doit porter un bracelet anti-alcool. Le 17 juillet, il décide de passer trente jours dans un centre de désintoxication. Le 22 mars 2016, il est condamné à un an de liberté surveillée.